# ABBA Live
Az ABBA Live című album a svéd ABBA együttes "élő" felvételeit tartalmazó albuma, melyet a Polar Music jelentetett meg 1986-ban.
Az ABBA rajongók több éve ostromolták az együttest egy Live album megjelenéséért. Az együttes ezt mindig elutasította, majd elgondolkodtak a dolgon, és megjelentették a lemezt, mely 1977, 1979, és 1981-es felvételeket tartalmaz, melyek egy részét a londoni Wembley Arénában rögzítettek. Az 1977 novemberében és a márciusi ausztrál turnéról is tartalmaz dalokat az album, valamint az 1981 márciusában rögzített Dick Cavett meets ABBA műsorából is.
Amikor az LP/CD megjelent, a zenekar nem volt túl népszerű, és egyik tag sem vett részt a lemez előkészületeiben. A zenekritikusok és a rajongók megdöbbentek a silány 80-as éveket idéző dobjátékán, mely az egész albumon érezhető a dalokban, így elveszítik a valódi élő érzését az albumnak, hallgatás közben. Az albumon egy olyan dal sem szerepel, melyeket korábban stúdióalbumaikon megjelentették, mint például a "I Am an A", "Get on the Carousel", "I'm Still Alive", vagy az eredeti 1977-es élő mini-musical a The Girl with the Golden Hair: "Thank You for the Music", "I Wonder (Departure)" és az "I'm a Marionette" című dalok.
Az ABBA Live az első olyan ABBA album, mely LP és CD lemezen jelent meg. A CD-n három extra bónusz dal hallható. Az album nem volt túl sikeres, és nemzetközileg sem érte el a kívánt helyezést. Svédországban a 49. helyezett volt csupán, és két hétig volt slágerlistás helyezés. A Polydor a Polar kiadóval 1997-ben újra kiadta az albumot.

## Az album dalai
A oldal
1. "Dancing Queen" 3:42
2. "Take a Chance On Me"	 	4:22
3. "I Have a Dream"	 	4:23
4. "Does Your Mother Know"	 	4:09
5. "Chiquitita"	 	5:21

B oldal
1. "Thank You for the Music"	 	3:40
2. "Two for the Price of One"	 	3:31
3. "Fernando"	 	5:22
4. "Gimme! Gimme! Gimme! (A Man After Midnight)"	 	3:17
5. "Super Trouper"	 	4:23
6. "Waterloo" 3:34

### CD változat
1. "Money, Money, Money"	 	3:20
2. "The Name Of The Game"/"Eagle"	9:37
3. "On and On and On"	 	4:01

## Külső hivatkozások
- Az ABBA Live az Allmusic oldalán [1]
- Az ABBA Live a hivatalos ABBA oldalán [2]